# Amstrad PC 1512
Amstrad PC 1512 – komputer osobisty zgodny z IBM PC produkowany przez firmę Amstrad.

## Dane techniczne
- procesor: 8086, 8 MHz,
- pamięć RAM: 512 kB (z możliwością rozszerzenia do 640 kB),
- pamięć ROM: 8 kB (BIOS),
- stacja dysków 5,25” (opcjonalnie druga stacja lub dysk twardy 10-20 MB),
- monitor: czarno-biały (opcjonalnie kolor)
  - tryb tekstowy
    - 40×25 – 16 kolorów,
    - 80×25 – 13 palety po 4 kolory,

  - tryb graficzny
    - 320×200 – 4 kolory,
    - 640×200 – 2 kolory,
    - 640×200 – 16 kolorów.

## Standardowy zestaw
- jednostka centralna – zawierająca podstawowe elementy komputera, pamięć operacyjną, pamięci zewnętrzne i interfejsy (RS232C, Centronics w wyposażeniu standardowym). W obudowie znajdowały się miejsca dla 2 urządzeń 5 1/4".
- klawiatura z 85 klawiszami i myszka,
- monitor, zawierający zasilacz dla samego komputera.

## Oprogramowanie
- MS DOS 3.2
- DOS Plus (Digital Research)
- CP/M-86
- GEM
- GEM Desktop
- GEM Paint
- Locomotive Basic 2